# Комащук Аліна Іванівна
Аліна Комащук (24 квітня 1993) — українська шаблістка, олімпійська чемпіонка 2024 року і срібна призерка Олімпійських ігор 2016 року в командній шаблі, чемпіонка світу.

## Спортивна кар'єра
Золоту медаль чемпіонки світу Аліна здобула в командних змаганнях на чемпіонаті світу з фехтування 2013, що проходив у Будапешті, разом із Ольгою Харлан, Галиною Пундик та Оленою Вороніною.
У квітні 2013 Аліна здобула золоту медаль юніорського чемпіонату світу, що проходив у хорватському місті Пореч.
Станом на 2013 Аліна — студентка Кам'янець-Подільського Національного університету імені Івана Огієнка.
В червні 2015-го на 1-х Європейських іграх у Баку команда шаблісток — Ольга Харлан, Олена Кравацька, Аліна Комащук — здобула золоту медаль, перемігши у фіналі італійок з рахунком 45:43.
У жовтні 2019 року на 7-х Всесвітніх Іграх серед військовослужбовців в Китаї в особистих змаганнях здобула бронзову нагороду, у команді шаблісток разом з Оленою Вороніною та Юлією Бакастовою виборола другу за турнір бронзову нагороду у команди Польщі з рахунком 45:41.

## Державні нагороди

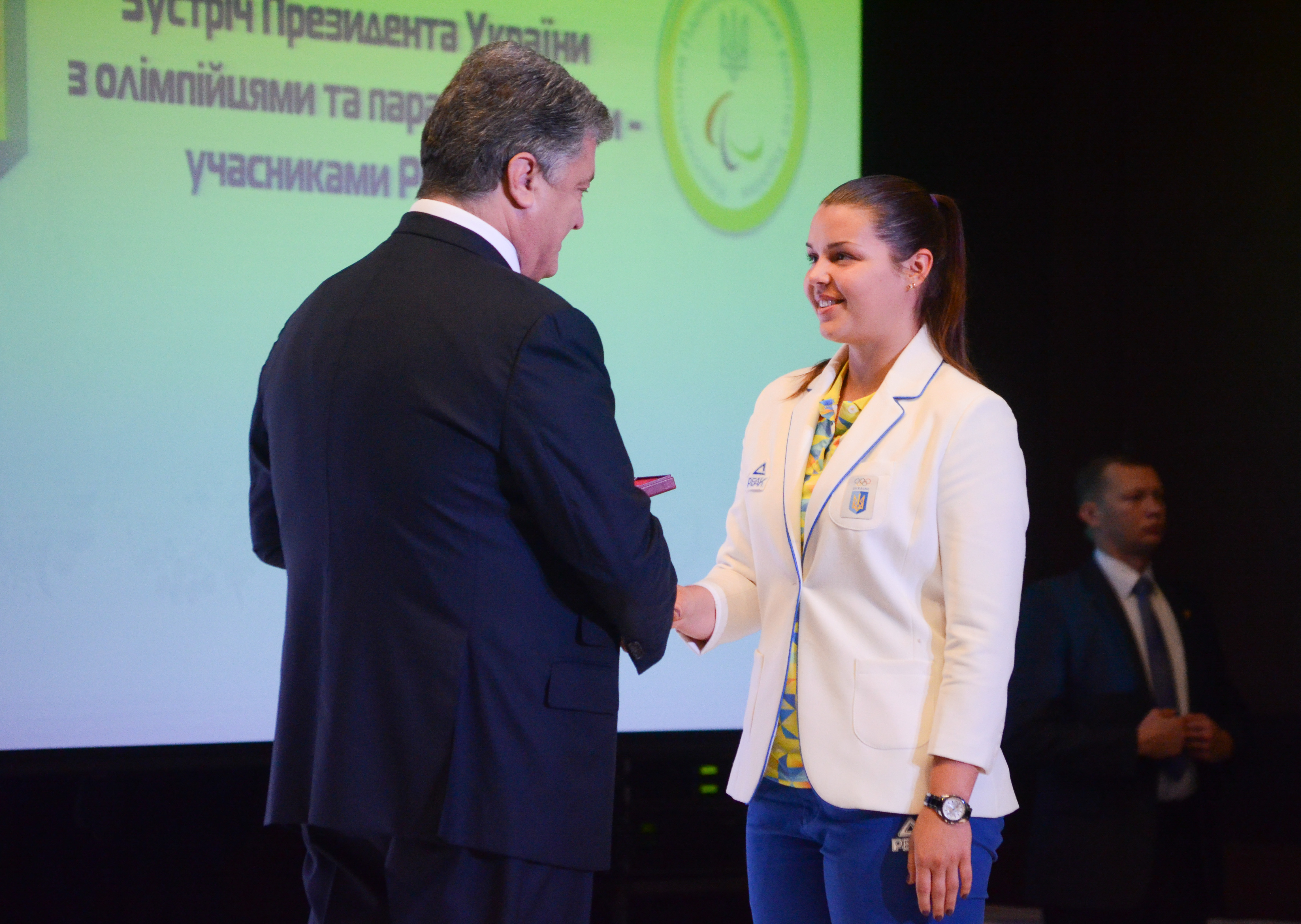
Аліна Комащук отримує Орден княгині Ольги III ст.

- Орден княгині Ольги II ст. (23 серпня 2024) — За досягнення високих спортивних результатів на XXXIII літніх Олімпійських іграх у місті Парижі (Французька Республіка), виявлені самовідданість та волю до перемоги, утвердження міжнародного авторитету України.[6]
- Орден княгині Ольги III ст. (4 жовтня 2016) — За досягнення високих спортивних результатів на Іграх XXXI Олімпіади 2016 року в місті Ріо-де-Жанейро (Федеративна Республіка Бразилія), виявлені мужність, самовідданість та волю до перемоги, утвердження міжнародного авторитету України[7].

- Лауреат Премії Кабінету Міністрів України за особливі досягнення молоді у розбудові України (2015)[8].

## Виноски
1. ↑  Архівована копія. Архів оригіналу за 26 вересня 2013. Процитовано 12 серпня 2013.{{cite web}}:  Обслуговування CS1: Сторінки з текстом «archived copy» як значення параметру title (посилання)
2. ↑  Досьє на сайті Універсіади-2013. Архів оригіналу за 12 серпня 2013. Процитовано 12 серпня 2013.
3. ↑  Українські шаблістки стали чемпіонками Євроігор-2015. Архів оригіналу за 28 Червня 2015. Процитовано 28 Червня 2015.
4. ↑  Фехтувальники Ігор Рейзлін та Аліна Комащук здобули медалі на 7-х Всесвітніх Іграх серед військовослужбовців у Китаї. Міністерство оборони України. Архів оригіналу за 20 Жовтня 2019. Процитовано 20 жовтня 2019.
5. ↑  Українська жіноча збірна з фехтування на шаблях виборола «бронзу» у Китаї на 7-х Всесвітніх Іграх серед військовослужбовців. Міністерство оборони України. Архів оригіналу за 23 Жовтня 2019. Процитовано 23 жовтня 2019.
6. ↑  Указ Президента України № 516/2024 від 23 серпня 2024 року «Про відзначення державними нагородами України спортсменів – учасників літніх Олімпійських ігор та їх тренерів». Процитовано 23 серпня 2024.
7. ↑  Указ президента України № 429/2016 від 4 жовтня 2016 року «Про відзначення державними нагородами України спортсменів та тренерів національної збірної команди України на Іграх XXXI Олімпіади». Архів оригіналу за 6 Жовтня 2016. Процитовано 6 Жовтня 2016.
8. ↑  Кабінет Міністрів України - Про присудження Премії Кабінету Міністрів України за особливі досягнення молоді у розбудові України. www.kmu.gov.ua (ua) . Архів оригіналу за 11 Вересня 2018. Процитовано 11 вересня 2018.